# نضال مالک حسن
نضال مالک حسن یک روان‌پزشک و سرگرد ارتش آمریکا است که متهم است در یک تیراندازی در پایگاه فورت هود در تگزاس ۱۳ نظامی دیگر آمریکایی را به ضرب گلوله به قتل رسانده‌است.
او متهم است که در تاریخ ۵ نوامبر ۲۰۰۹ میلاد، در مرکز درمانی فورت هود وابسته به ارتش آمریکا به سوی سربازان آتش گشوده‌است و ۱۳ نفر را کشته و ۳۰ نفر دیگر را نیز زخمی کرده‌است.
گفته می‌شود او از اعزام قریب‌الوقوع خود به افغانستان و جنگ با مسلمانان ناراحت بوده و قبل از شلیک به سوی سربازان نیز فریاد الله اکبر سر داده‌است.
وی متولد آمریکاست اما پدر و مادری فلسطینی دارد که از کرانه باختری رود اردن به آمریکا مهاجرت کرده‌اند.
نضال پس از واقعه کشتار فورت هود به مرکز پزشکی ارتشی بروکز برده شد.

## رابطه با گروه‌های تروریستی و پیامدهای آن
از زمان کشف ایمیل‌های ردوبدل شده میان مالک حسن و یک شیخ یمنی متهم به عضویت در گروه‌های تروریستی بنام انور العولقی، بازرسان فدرال آمریکا در پی یافتن مدارکی دال بر رابطهٔ نضال حسن با گروه‌های تندروی مجاهد به تکاپو افتاده‌اند. انور العولقی کشتار سربازان آمریکایی در تگزاس بدست نضال حسن را ستوده‌است.
دو تن از همکاران نضال حسن معترف بوده‌اند که نضال حسن علناً مدافع عملیات انتحاری بعنوان یک حربه بوده، و «شریعت اسلامی» را بالاتر از میهن خود می‌دانسته‌است.